# Platygaster paches
Platygaster paches är en stekelart som beskrevs av Walker 1842. Platygaster paches ingår i släktet Platygaster och familjen gallmyggesteklar. Inga underarter finns listade i Catalogue of Life.